# Gottfried Simonis
Gottfried Simonis (unsicher: getauft 16. Juni 1692 in Groß Salze; † nach 1721) war ein deutscher evangelischer Kirchenlieddichter.

## Leben
Gottfried Simonis verfasste für Georg Philipp Telemann die Texte zu mehreren Kantaten: zunächst für den „Italienischen Jahrgang“ (1. Concertenjahrgang; 1716/17) die Texte für die Sonntage ab Trinitatis, da Erdmann Neumeister die benötigten Texte nicht rechtzeitig fertigstellen konnte. Später erweiterte er die Textsammlung zu einem vollständigen Jahrgang, den Telemann 1720/21 in Eisenach und Frankfurt am Main aufführen ließ, und der als Simonis’ Neues Lied in der Literatur bekannt ist. Seine Texte für den Kantatenjahrgang 1716/17 erschienen ohne Namensnennung unter dem Titel Des harmonischen Zions Anderer Theil. Der Titel des (im Zweiten Weltkrieg verschollenen) Drucks der späteren Texte lautete:
Herrn Gottfried Simonis, SS. Th. Cult. neues Lied Auff alle Sonn- und Fest-Tage durchs gantze Jahr gerichtet und in Franckfurt am Mayn bey denen Ambts-Predigten in der Barfüsser und Catharinen-Kirche, so dann auch beym nachmittäglichen Gottesdienste in der ersten, dem Herrn zu singen und zu spielen, angefangen, den 1. Advent 1720. Vermittelst musicalischer Erfindung und Direktion Telemanns.
Franckfurt am Mayn zu finden bey Joh. Philipp Andreä. 1721.
Die Eigenbezeichnung SS. Th. Cult. = Sacrosanctae (oder: Sanctissimae) Theologiae Cultor ist nicht mit letzter Sicherheit aufzulösen. Cultor (wörtlich „Liebhaber“ oder „Verehrer“) steht weder wie Magister oder Doctor für einen examinierten Theologen, noch wie Studiosus oder Candidatus für einen einfachen Studenten. Häufig wird der Begriff aber für einen weit fortgeschrittenen Studenten gebraucht, der jedoch noch nicht berechtigt ist, einen akademischen Titel zu führen, gelegentlich aber auch für Personen, die z. B. als Lehrer bereits in Amt und Würden stehen.
Nach einer Hypothese Elena Sawtschenkos ist Gottfried Simonis mit Paul Gottfried Simonis gleichzusetzen, der 1692 in Groß Salze getauft wurde und ab 1717 in Halle (Saale) Theologie studierte. Paul Gottfried Simonis war der Sohn des Pastors Paul Simonis (1656–1712), der ab 1682 zunächst Diakon und ab 1694 Oberpfarrer und Schulinspektor in Groß-Salze bei Schönebeck (Elbe) war, später ab 1697 als Magister in Wittenberg wirkte und auch schriftstellerisch in Erscheinung trat.
1722 trat Paul Gottfried Simonis in einem Leichenpredigtdruck mit einer Gedächtnisrede auf Anna Maria Hoffmann, der Gattin des Pastors Gottfried Hoffmann aus Schweinitz, letztmals in Erscheinung. Paul Gottfried Simonis’ Eltern waren in Schweinitz getraut worden, möglicherweise von Gottfried Hoffmann. Nach 1722 verliert sich die Spur von Paul Gottfried Simonis.